# Pelican Rapids
Pelican Rapids é uma cidade localizada no estado americano de Minnesota, no Condado de Otter Tail.

## Demografia
Segundo o censo americano de 2000, a sua população era de 2374 habitantes.
Em 2006, foi estimada uma população de 2343, um decréscimo de 31 (-1.3%).

## Geografia
De acordo com o United States Census Bureau tem uma área de
6,9 km², dos quais 6,8 km² cobertos por terra e 0,1 km² cobertos por água. Pelican Rapids localiza-se a aproximadamente 398 m acima do nível do mar.

## Localidades na vizinhança
O diagrama seguinte representa as localidades num raio de 28 km ao redor de Pelican Rapids.